# ITF Gimcheon Women's Challenger Tennis 2011
L'ITF Gimcheon Women's Challenger Tennis 2011 è stato un torneo di tennis facente parte della categoria ITF Women's Circuit nell'ambito dell'ITF Women's Circuit 2011. Il torneo si è giocato a Gimcheon in Corea del Sud dal 30 maggio al 5 giugno 2011 su campi in cemento e aveva un montepremi di 25 000 $.

## Vincitori

### Singolare
Yoo Mi ha battuto in finale  Yurika Sema con il punteggio di 6–3, 3–6, 6–1

### Doppio
Chan Hao-ching /  Remi Tezuka hanno battuto in finale  Kim Ji-young /  Yoo Mi con il punteggio di 7–5, 6–4